# Lariophagus distinguendus
Lariophagus distinguendus är en stekelart som först beskrevs av Förster 1841.  Lariophagus distinguendus ingår i släktet Lariophagus, och familjen puppglanssteklar. Arten är reproducerande i Sverige.